# South Collingham
South Collingham var en civil parish fram till 1970 när blev den en del av Collingham, i grevskapet Nottinghamshire, i England. Civil parish var belägen 8 km från Newark-on-Trent och hade 598 invånare år 1961.